# Herchies (Oise)
Pour les articles homonymes, voir Herchies.
Herchies est une commune française située dans le département de l'Oise en région Hauts-de-France.

## Géographie

### Localisation

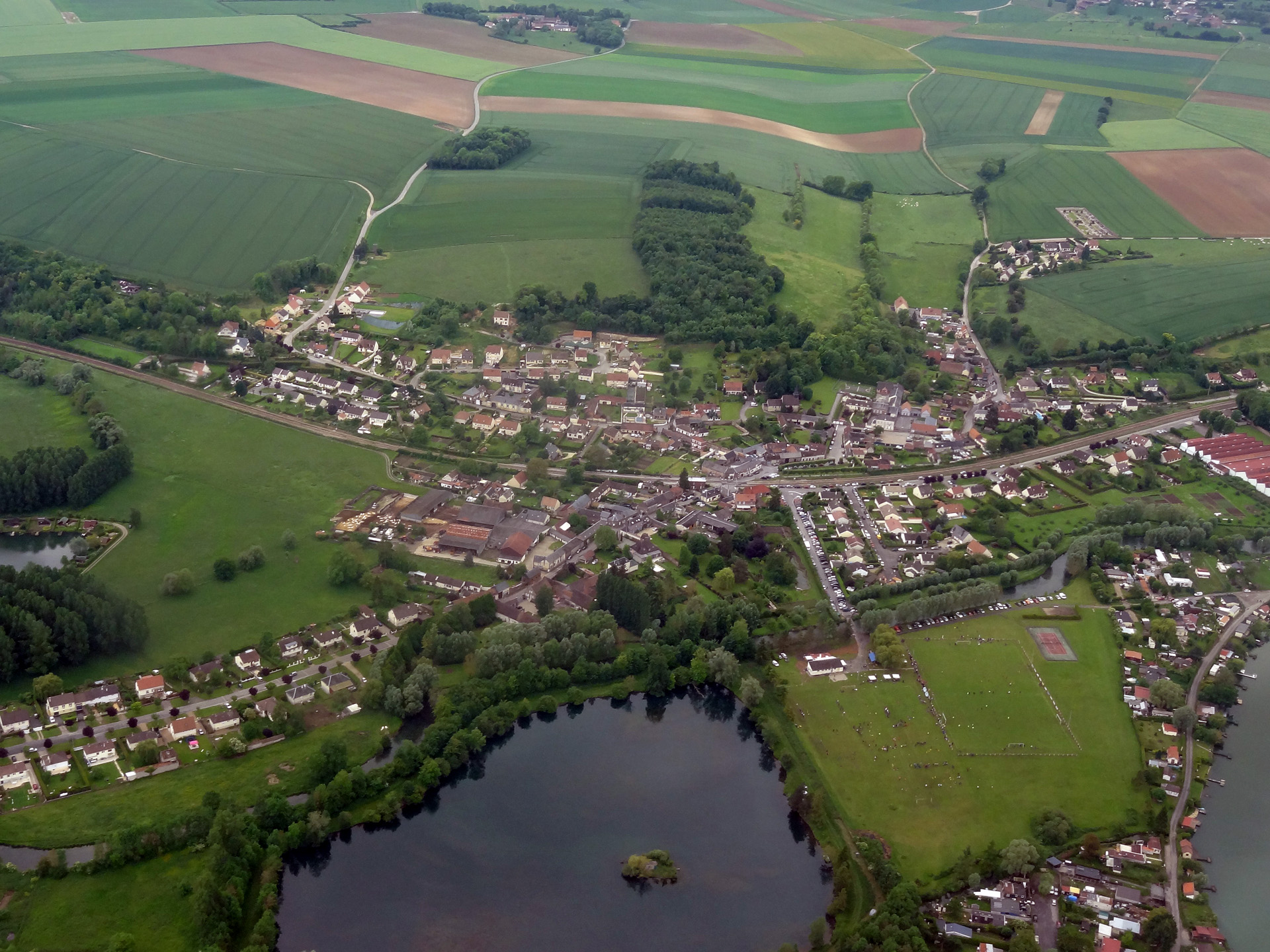
Vue aérienne d'Herchies.

Le village d'Herchies est situé à 8 kilomètres au nord-ouest de Beauvais, entre Troissereux et Milly-sur-Thérain.
La commune s'étend sur 440 hectares.
En 1851, Louis Graves indique que «le petit territoire d'Herchies s'étend jusqu'au lit du Thérain, et comprend ainsi une partie de la vallée dans laquelle coule cette rivière; le reste est un plateau crayeux, découvert, traversé vers l'ouest par la dépression qu'on nomme les Grandes-Vallées.
Le village est à l'ouverture des Grandes-Vallées, vers le Thérain, dessinant une assez longue rue anguleuse à laquelle se joignent quelques ruelles ».

Ambiances du village en 2012
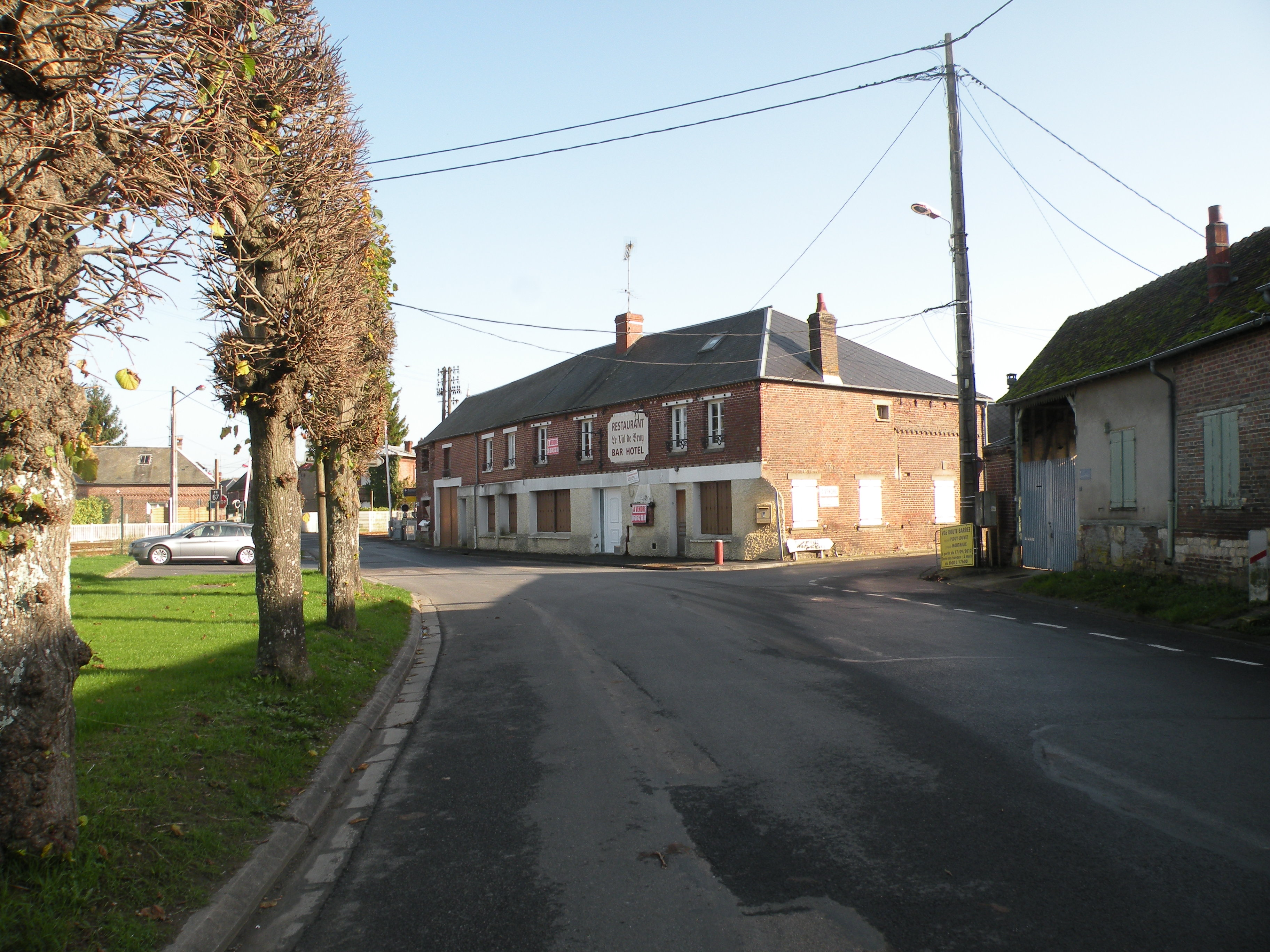
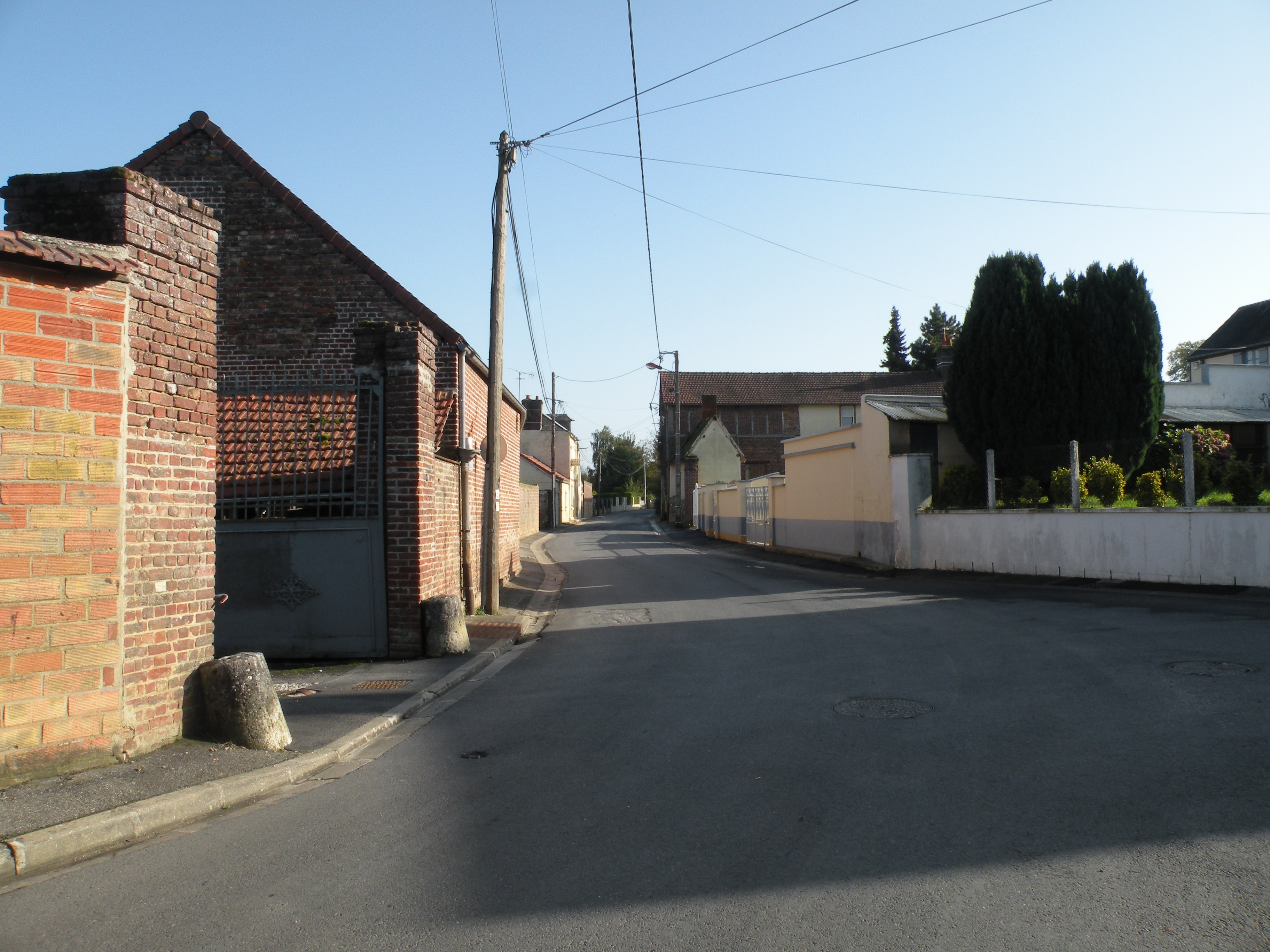

## Communes limitrophes
Les communes limitrophes sont  Fouquenies, La Neuville-Vault, Milly-sur-Thérain et Pierrefitte-en-Beauvaisis.
| La Neuville-Vault         | Milly-sur-Thérain |            |
|                           | Herchies          |            |
| Pierrefitte-en-Beauvaisis |                   | Fouquenies |

### Hydrographie

#### Réseau hydrographique
La commune est située dans le bassin Seine-Normandie. Elle est drainée par le Thérain,.
Le Thérain, d'une longueur de 94 km, prend sa source dans la commune de Gaillefontaine et se jette  dans l'Oise à Saint-Leu-d'Esserent, après avoir traversé 43 communes. Les caractéristiques hydrologiques du Thérain sont données par la station hydrologique située sur la commune de Bonnières. Le débit moyen mensuel est de 1,61 m3/s. Le débit moyen journalier maximum est de 7,82 m3/s, atteint lors de la crue du 31 janvier 2021. Le débit instantané maximal est quant à lui de 8,13 m3/s, atteint le même jour.
La rivière a donné naissance à deux plans d'eau sur le village :
- La Prairie d'Herchies, accessible depuis la rue des Sources (étang privatisé et géré par un syndicat associatif de copropriété)
- l'étang d'Herchies, accessible depuis un chemin de terre en prolongement de la rue de l'Escalois

Si la Prairie est un étang privatisé, le second est en accès libre, et il est possible de s'y adonner à la pêche (truites entre autres, carte de pêche disponible auprès de la mairie).

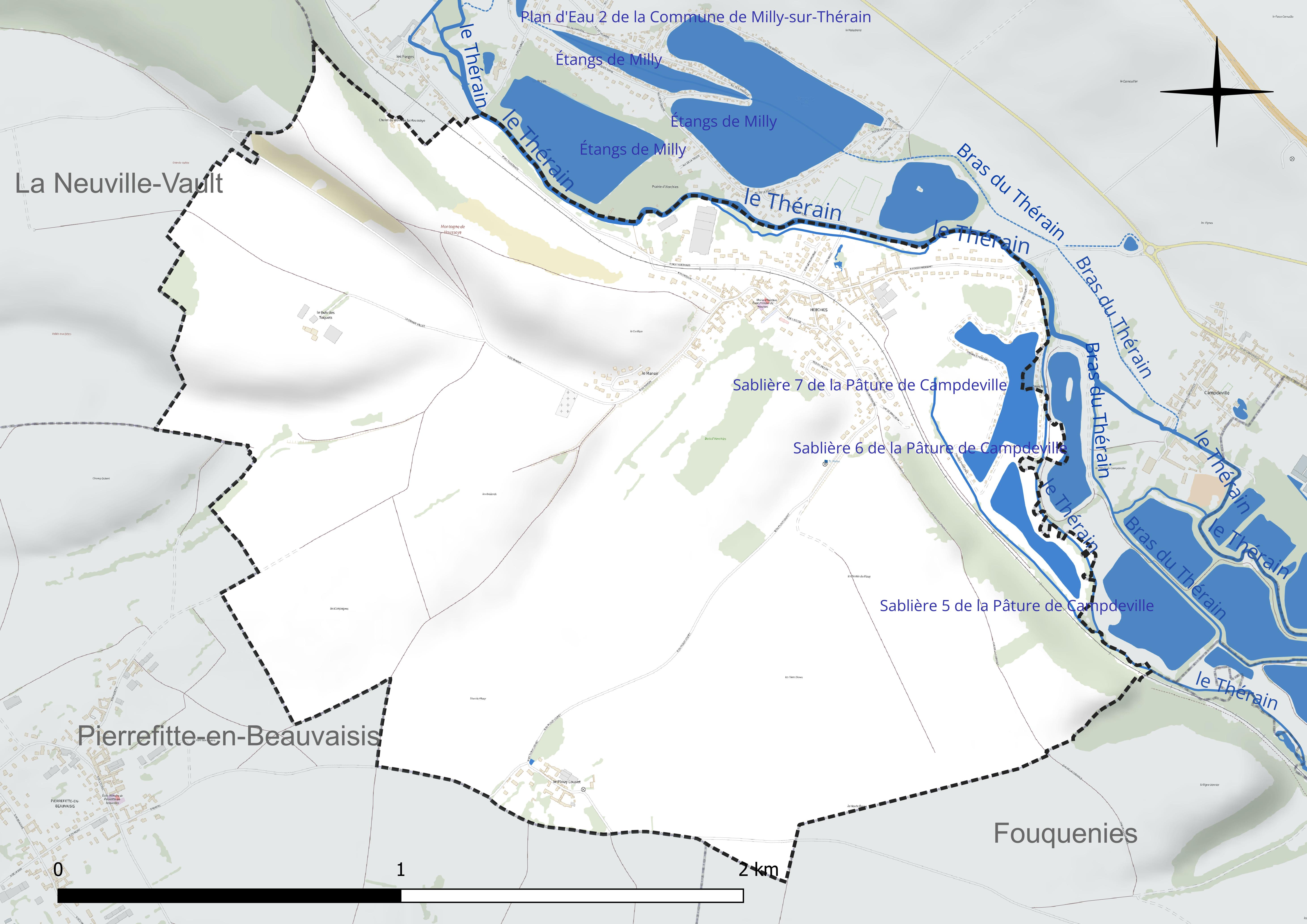
Réseau hydrographique d'Herchies.

#### Gestion et qualité des eaux
Le territoire communal est couvert par le schéma d'aménagement et de gestion des eaux (SAGE) « Sensée ». Ce document de planification concerne un territoire de 1 219 km2 de superficie, délimité par le bassin versant du Thérain. Le périmètre a été arrêté le 27 janvier 2023 et le SAGE proprement dit est, en 2024, en cours d'élaboration. La structure porteuse de l'élaboration et de la mise en œuvre est le syndicat intercommunal de la Vallée du Thérain (SIVT).
La qualité des cours d'eau peut être consultée sur un site dédié géré par les agences de l'eau et l'Agence française pour la biodiversité.

### Climat
Pour des articles plus généraux, voir Climat des Hauts-de-France et Climat de l'Oise.
En 2010, le climat de la commune est de type climat océanique dégradé des plaines du Centre et du Nord, selon une étude du CNRS s'appuyant sur une série de données couvrant la période 1971-2000. En 2020, Météo-France publie une typologie des climats de la France métropolitaine dans laquelle la commune est exposée à un climat océanique et est dans la région climatique Nord-est du bassin Parisien, caractérisée par un ensoleillement médiocre, une pluviométrie moyenne régulièrement répartie au cours de l'année et un hiver froid (3 °C).
Pour la période 1971-2000, la température annuelle moyenne est de 10,5 °C, avec une amplitude thermique annuelle de 14,1 °C. Le cumul annuel moyen de précipitations est de 695 mm, avec 11,7 jours de précipitations en janvier et 8 jours en juillet. Pour la période 1991-2020, la température moyenne annuelle observée sur la station météorologique la plus proche, située sur la commune de Tillé à 8 km à vol d'oiseau, est de 11,0 °C et le cumul annuel moyen de précipitations est de 655,5 mm,. Pour l'avenir, les paramètres climatiques de la commune estimés pour 2050 selon différents scénarios d'émission de gaz à effet de serre sont consultables sur un site dédié publié par Météo-France en novembre 2022.

## Urbanisme

### Typologie
Au 1er janvier 2024, Herchies est catégorisée commune rurale à habitat dispersé, selon la nouvelle grille communale de densité à sept niveaux définie par l'Insee en 2022.
Elle est située hors unité urbaine. Par ailleurs la commune fait partie de l'aire d'attraction de Beauvais, dont elle est une commune de la couronne,. Cette aire, qui regroupe 162 communes, est catégorisée dans les aires de 50 000 à moins de 200 000 habitants,.

### Occupation des sols

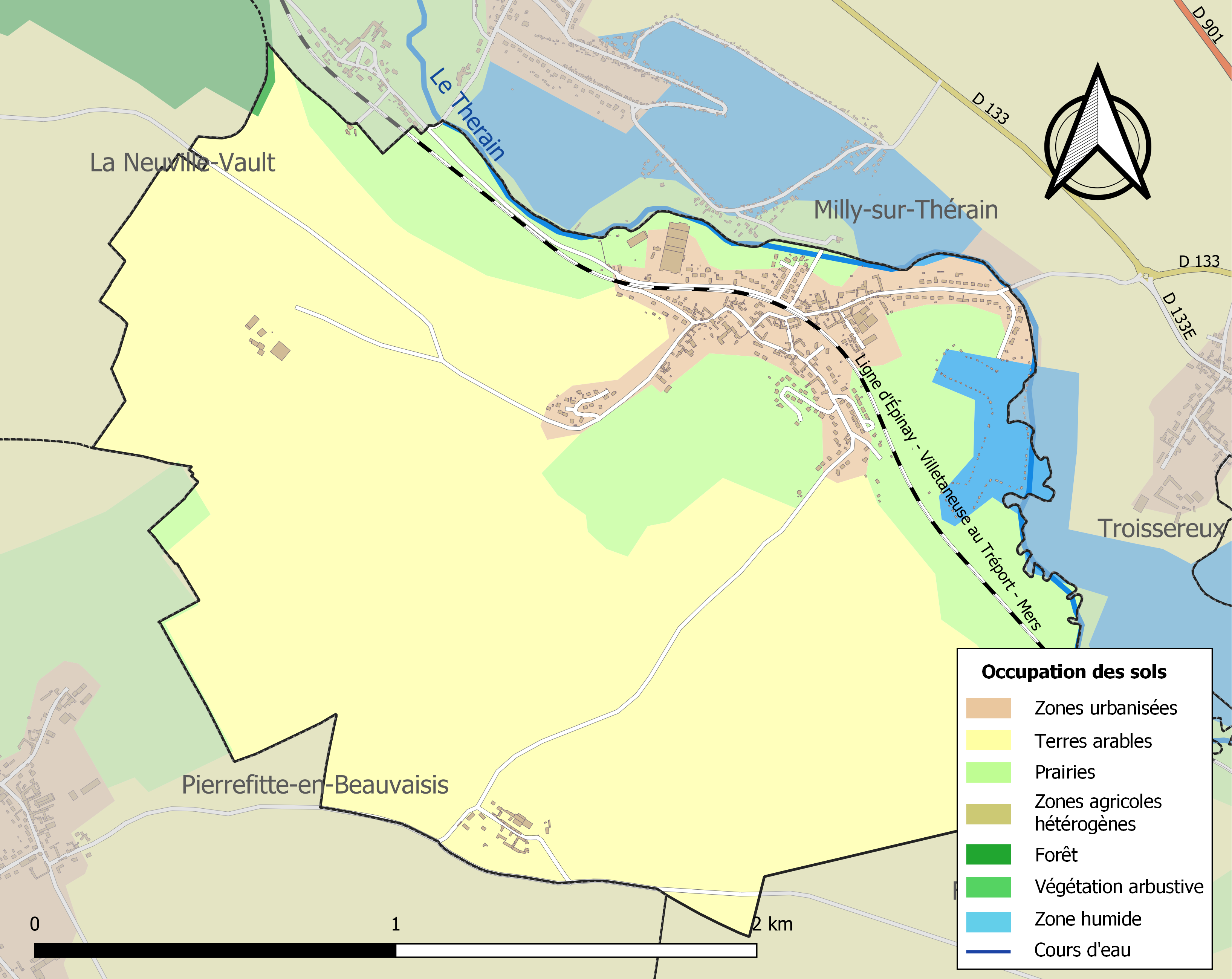
Carte des infrastructures et de l'occupation des sols de la commune en 2018 (CLC).

L'occupation des sols de la commune, telle qu'elle ressort de la base de données européenne d'occupation biophysique des sols Corine Land Cover (CLC), est marquée par l'importance des territoires agricoles (90,6 % en 2018), en diminution par rapport à 1990 (94,1 %). La répartition détaillée en 2018 est la suivante :
terres arables (71,6 %), prairies (19 %), zones urbanisées (7,3 %), eaux continentales (2,1 %). L'évolution de l'occupation des sols de la commune et de ses infrastructures peut être observée sur les différentes représentations cartographiques du territoire : la carte de Cassini (XVIIIe siècle), la carte d'état-major (1820-1866) et les cartes ou photos aériennes de l'IGN pour la période actuelle (1950 à aujourd'hui).

### Lieux-dits, hameaux et écarts
Le hameau du Plouy Louvet se trouve en limlite sud du territoire communal.

### Habitat et logement
En 2018, le nombre total de logements dans la commune était de 275, alors qu'il était de 253 en 2013 et de 231 en 2008.
Parmi ces logements, 93,8 % étaient des résidences principales, 1,8 % des résidences secondaires et 4,4 % des logements vacants. Ces logements étaient pour 88,8 % d'entre eux des maisons individuelles et pour 10,8 % des appartements.
Le tableau ci-dessous présente la typologie des logements à Herchies en 2018 en comparaison avec celle de l'Oise et de la France entière. Une caractéristique marquante du parc de logements est ainsi une proportion de résidences secondaires et logements occasionnels (1,8 %) inférieure à celle du département (2,5 %) et à celle de la France entière (9,7 %). Concernant le statut d'occupation de ces logements, 80,3 % des habitants de la commune sont propriétaires de leur logement (83,5 % en 2013), contre 61,4 % pour l'Oise et 57,5 % pour la France entière.
| Typologie                                               | Herchies | Oise | France entière |
| ------------------------------------------------------- | -------- | ---- | -------------- |
| Résidences principales (en %)                           | 93,8     | 90,4 | 82,1           |
| Résidences secondaires et logements occasionnels (en %) | 1,8      | 2,5  | 9,7            |
| Logements vacants (en %)                                | 4,4      | 7,1  | 8,2            |

### Voies de communication et transports

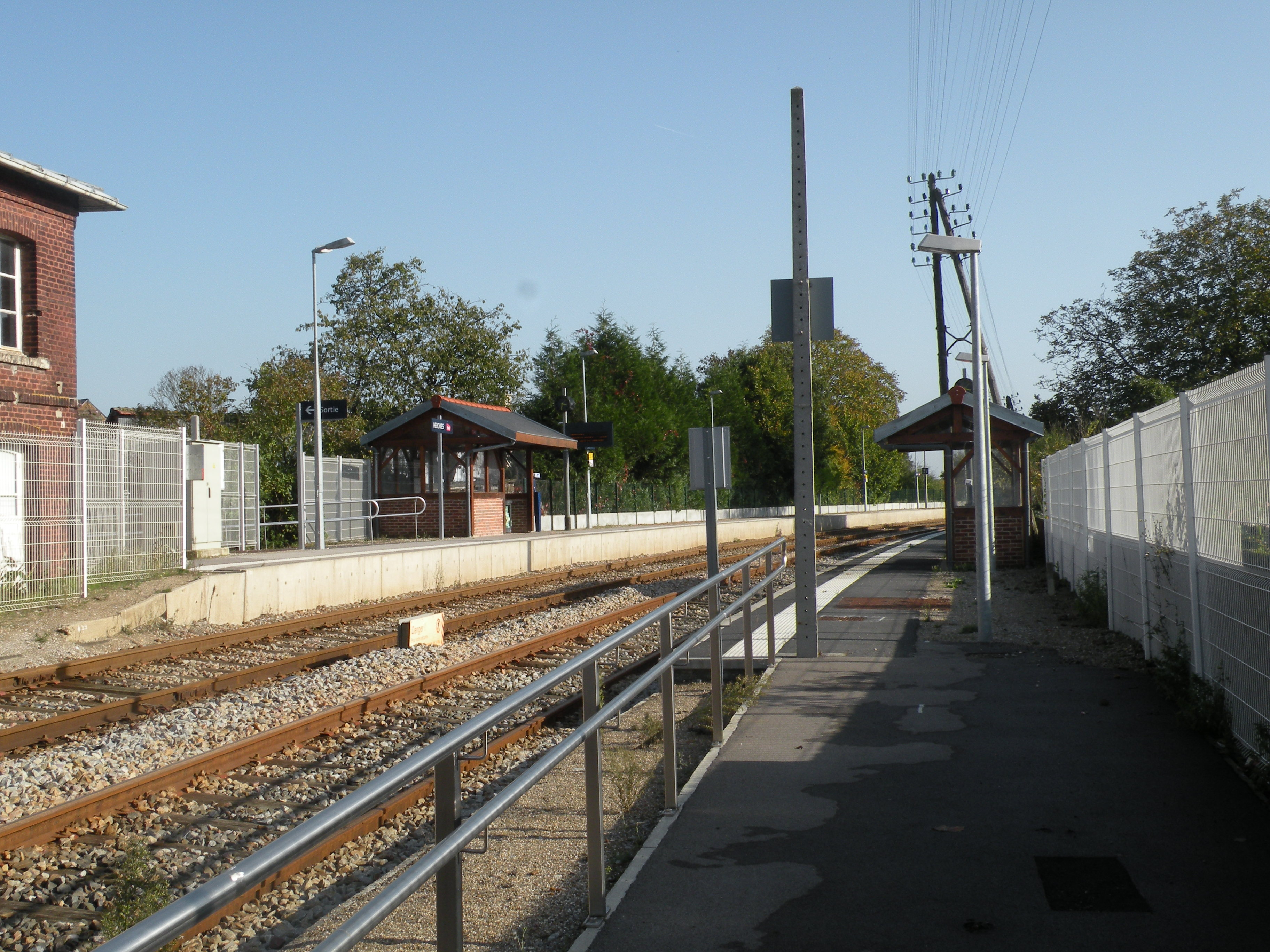
La gare.

Le village n'est pas traversé par une route départementale.
Depuis décembre 2016, la déviation de Troissereux (RD 901) permet un accès rapide aux habitants du village vers le chef-lieu du département de l'Oise via la RD133.
La gare d'Herchies, située en plein centre du village, est desservie par des trains TER Hauts-de-France qui effectuent des missions entre les gares de Beauvais, et d'Abancourt, ou du Tréport - Mers. Le trajet entre Herchies et Beauvais prend une dizaine de minutes.
La commune est desservie, en 2023, par une ligne scolaire et le service de transport à la demande Corolis à la demande - Zone Centre du réseau Corolis. Elle est également desservie par la ligne 612 du réseau interurbain de l'Oise.

## Toponymie
Le nom de la localité est attesté sous les formes villa Arsitium (869) ; Harcheioe (vers 1120) ; Harchioe (vers 1120) ; Harceioe (1136) ; Harchei (1147) ; Pagani de Harceiis (1147) ; ecclesiam de Harcheis (1157) ; de Harciis (1157) ; Hugo de Harchiis (1168) ; Harcheias (1229) ; Harchies (vers 1240) ; Herchies (1249) ; Harchyes (1253) ; Archies (1553).
Herchies voudrait dire « manse militaire » ou « demeure des guerriers ». En effet, Her serait une abréviation d'Herman, ariman (guerrier) et chies serait le radical qui mentionnerait l'idée de demeure et par extension de village.

## Histoire

### Temps modernes
Lors des Guerres de Religion, le hameau du Plouy-Louvet était « un des lieux où les huguenots se réfugièrent lorsqu'ils furent chassés de Beauvais par les ligueurs. Toute la population professait encore le culte protestant à la fin du dix-huitième siècle ».

### Époque contemporaine
La commune est créée en 1839 par détachement du territoire de celle de Fouquenies,.
En 1851, la commune est propriétaire d'une école et d'une carrière. « Les habitants jouissent d'un droit de pâturage sur le marais du Brute » situé à Milly-sur-Thérain, entre la fête de la Madeleine et le 15 mars. Une compagnie de pompiers, disposant d'un pompe à incendie, protège le village. Les habitants vivent de l'agriculture

## Politique et administration

### Rattachements administratifs et électoraux

#### Rattachements administratifs
La commune se trouve dans l'arrondissement de Beauvais du département de l'Oise.
Elle faisait partie de sa création en 1839 à 1982 du canton de Beauvais-Nord-Est, année où elle intègre le canton de Beauvais-Nord-Ouest. Dans le cadre du redécoupage cantonal de 2014 en France, cette circonscription administrative territoriale a disparu, et le canton n'est plus qu'une circonscription électorale.

#### Rattachements électoraux
Pour les élections départementales, la commune fait partie depuis 2014 du canton de Beauvais-1
Pour l'élection des députés, elle fait partie de la première circonscription de l'Oise.

### Intercommunalité
Herchies est membre fondateur de la communauté d'agglomération du Beauvaisis, un établissement public de coopération intercommunale (EPCI) à fiscalité propre créé en 2004 et auquel la commune a transféré un certain nombre de ses compétences, dans les conditions déterminées par le code général des collectivités territoriales.

### Liste des maires
| Période                                  | Période                   | Identité              | Étiquette | Qualité                                             |
| ---------------------------------------- | ------------------------- | --------------------- | --------- | --------------------------------------------------- |
| Les données manquantes sont à compléter. |                           |                       |           |                                                     |
|                                          |                           |                       |           |                                                     |
| avant 1865                               |                           | M. Leroux             |           |                                                     |
| avant 1907                               |                           | Louis Gustave Legay   |           |                                                     |
|                                          |                           |                       |           |                                                     |
| mars 2001                                | En cours (au 6 juin 2023) | Jean-Charles Paillart |           | Agent administratif Réélu pour le mandat 2020-2026, |

## Population et société

### Démographie

#### Évolution démographique
L'évolution du nombre d'habitants est connue à travers les recensements de la population effectués dans la commune depuis 1841. Pour les communes de moins de 10 000 habitants, une enquête de recensement portant sur toute la population est réalisée tous les cinq ans, les populations de référence des années intermédiaires étant quant à elles estimées par interpolation ou extrapolation. Pour la commune, le premier recensement exhaustif entrant dans le cadre du nouveau dispositif a été réalisé en 2006.

En 2022, la commune comptait 588 habitants, en évolution de −7,84 % par rapport à 2016 (Oise : +0,87 %, France hors Mayotte : +2,11 %).
| 1841 | 1846 | 1851 | 1856 | 1861 | 1866 | 1872 | 1876 | 1881 |
| ---- | ---- | ---- | ---- | ---- | ---- | ---- | ---- | ---- |
| 271  | 276  | 281  | 265  | 249  | 245  | 229  | 241  | 245  |

| 1886 | 1891 | 1896 | 1901 | 1906 | 1911 | 1921 | 1926 | 1931 |
| ---- | ---- | ---- | ---- | ---- | ---- | ---- | ---- | ---- |
| 236  | 244  | 268  | 277  | 275  | 289  | 291  | 286  | 336  |

| 1936 | 1946 | 1954 | 1962 | 1968 | 1975 | 1982 | 1990 | 1999 |
| ---- | ---- | ---- | ---- | ---- | ---- | ---- | ---- | ---- |
| 344  | 336  | 346  | 329  | 388  | 441  | 481  | 545  | 598  |

| 2006 | 2011 | 2016 | 2021 | 2022 | - | - | - | - |
| ---- | ---- | ---- | ---- | ---- | - | - | - | - |
| 619  | 620  | 638  | 601  | 588  | - | - | - | - |

#### Pyramide des âges
La population de la commune est relativement jeune.
En 2018, le taux de personnes d'un âge inférieur à 30 ans s'élève à 33,7 %, soit en dessous de la moyenne départementale (37,3 %). À l'inverse, le taux de personnes d'âge supérieur à 60 ans est de 25,3 % la même année, alors qu'il est de 22,8 % au niveau départemental.
En 2018, la commune comptait 313 hommes pour 321 femmes, soit un taux de 50,63 % de femmes, légèrement inférieur au taux départemental (51,11 %).
Les pyramides des âges de la commune et du département s'établissent comme suit.
| Hommes | Classe d’âge | Femmes |
| ------ | ------------ | ------ |
| 0,0    | 90 ou +      | 0,7    |
| 8,3    | 75-89 ans    | 6,4    |
| 17,0   | 60-74 ans    | 18,3   |
| 21,5   | 45-59 ans    | 24,1   |
| 16,1   | 30-44 ans    | 20,4   |
| 16,3   | 15-29 ans    | 12,3   |
| 20,9   | 0-14 ans     | 17,8   |

| Hommes | Classe d’âge | Femmes |
| ------ | ------------ | ------ |
| 0,5    | 90 ou +      | 1,4    |
| 5,5    | 75-89 ans    | 7,6    |
| 15,6   | 60-74 ans    | 16,3   |
| 20,8   | 45-59 ans    | 20     |
| 19,4   | 30-44 ans    | 19,4   |
| 17,6   | 15-29 ans    | 16,2   |
| 20,6   | 0-14 ans     | 19,1   |

### Sports et loisirs

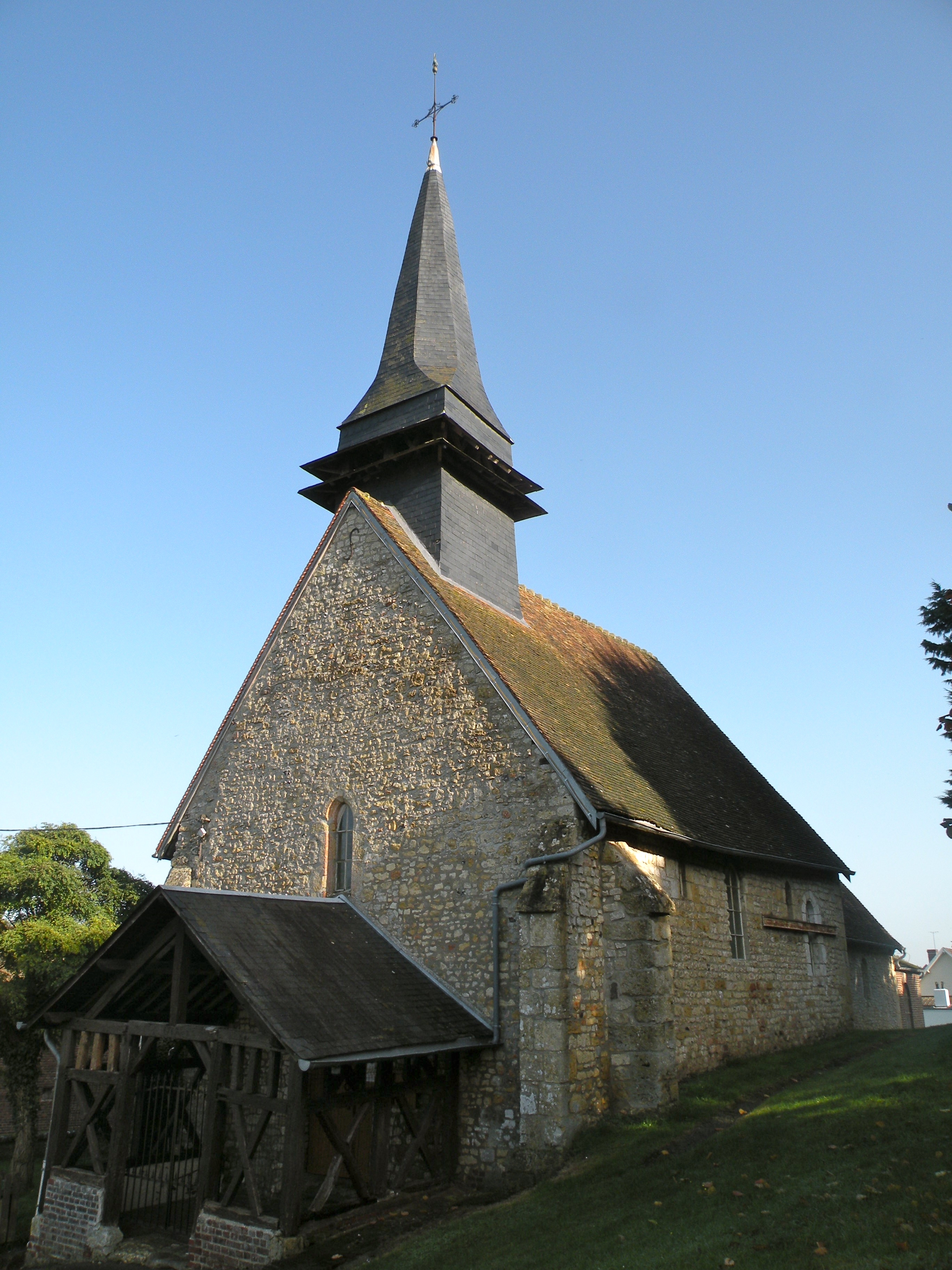
L'église Saint-Martin.

- Le stade de football.
- Le terrain de tennis.

## Culture locale et patrimoine

### Lieux et monuments
- L'église Saint-Martin, datant du XIVe siècle, dotée d'une nef unique de style roman.
- Jardin du Brule, situé près du Thérain[24],[25].

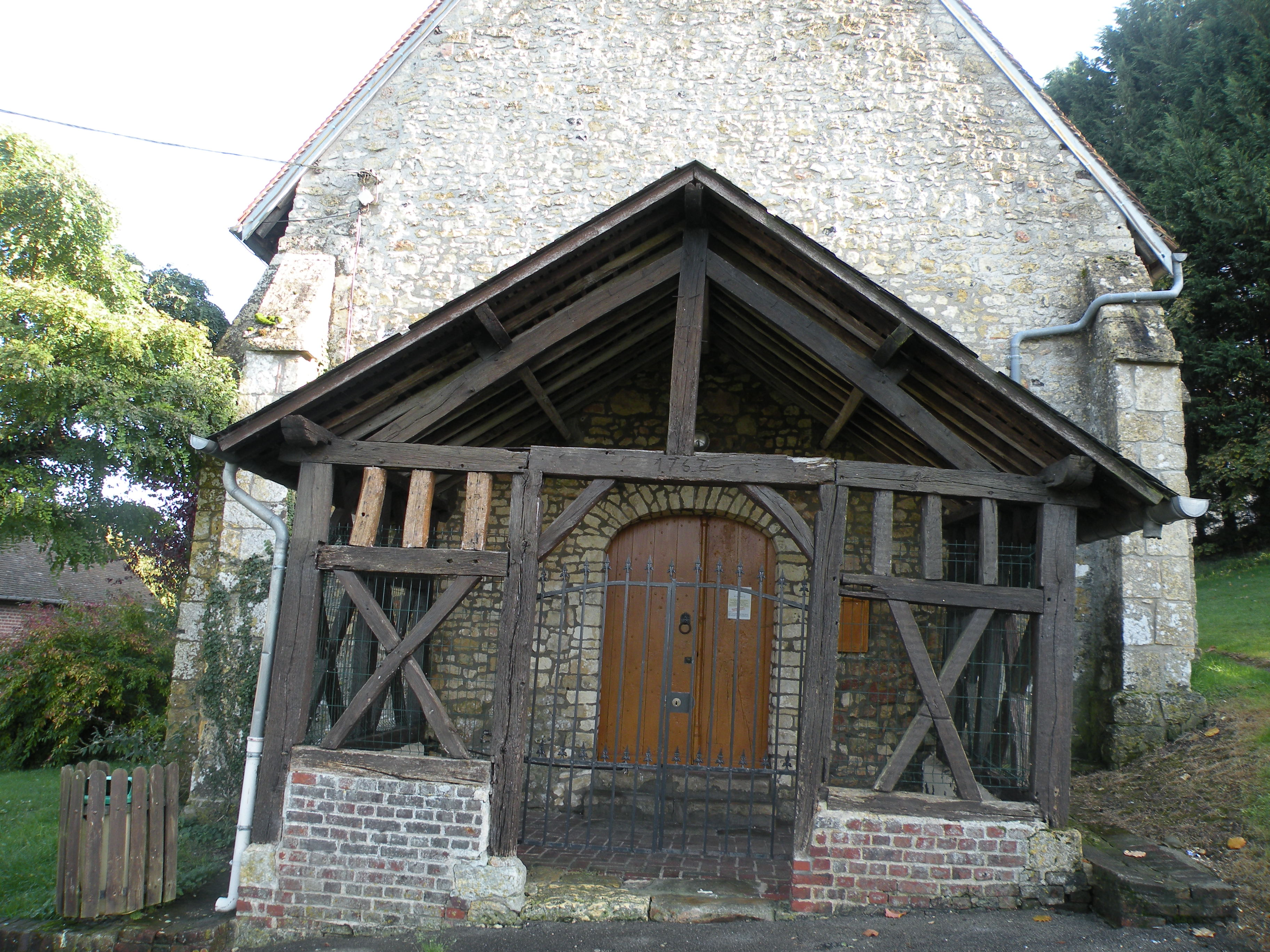
Le porche de l'église.
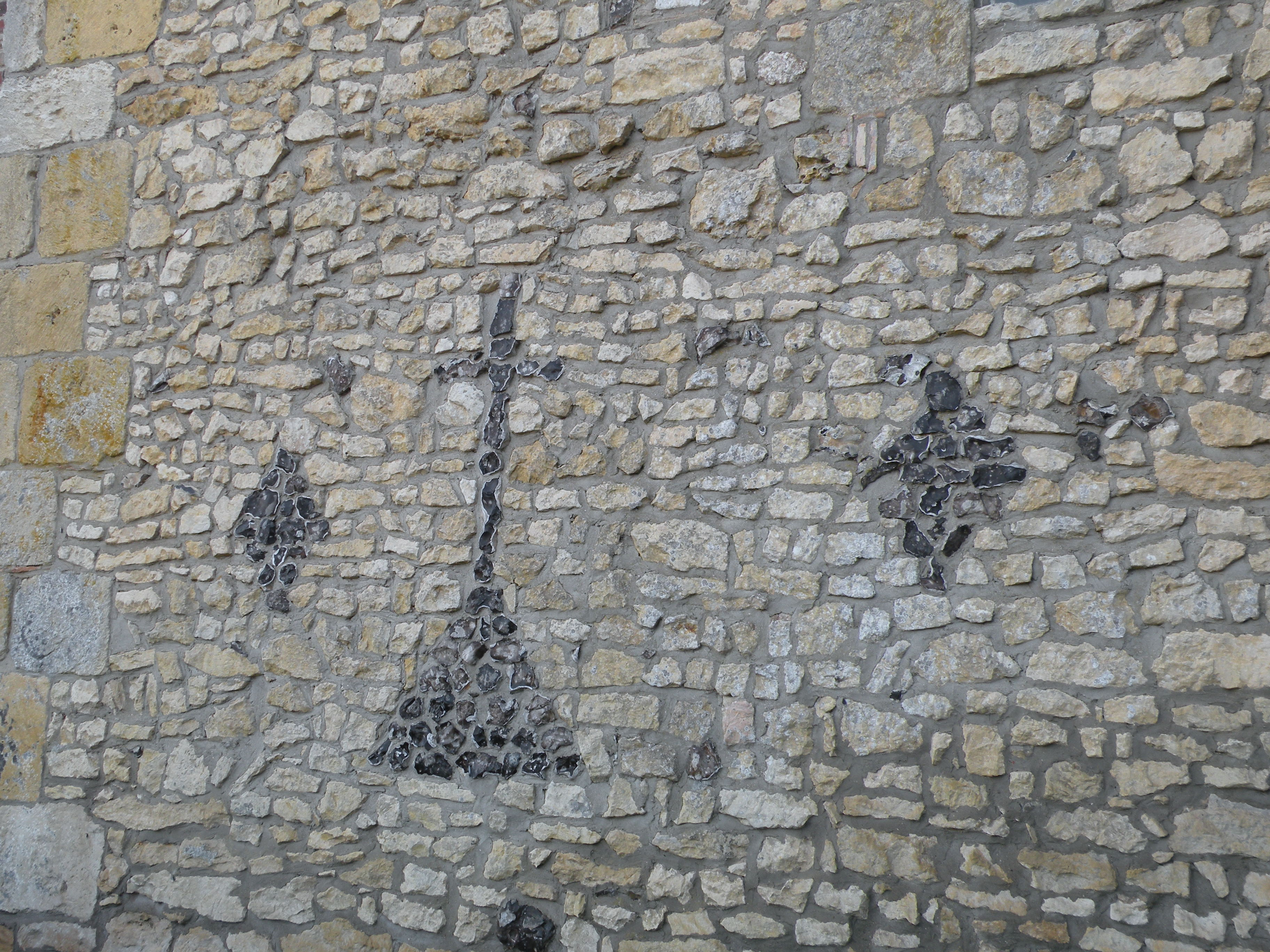
Croix murale de l'église.
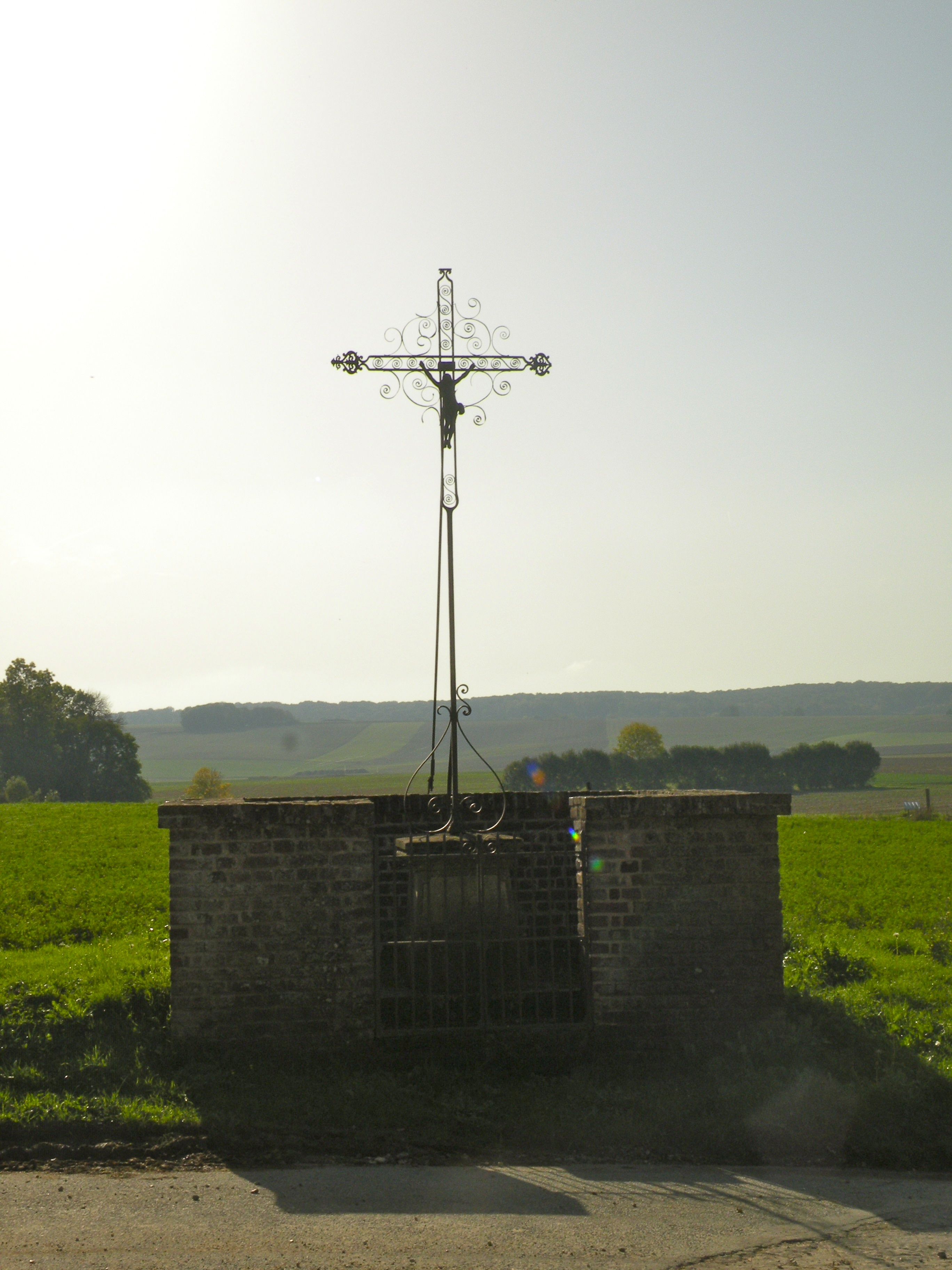
Calvaire.
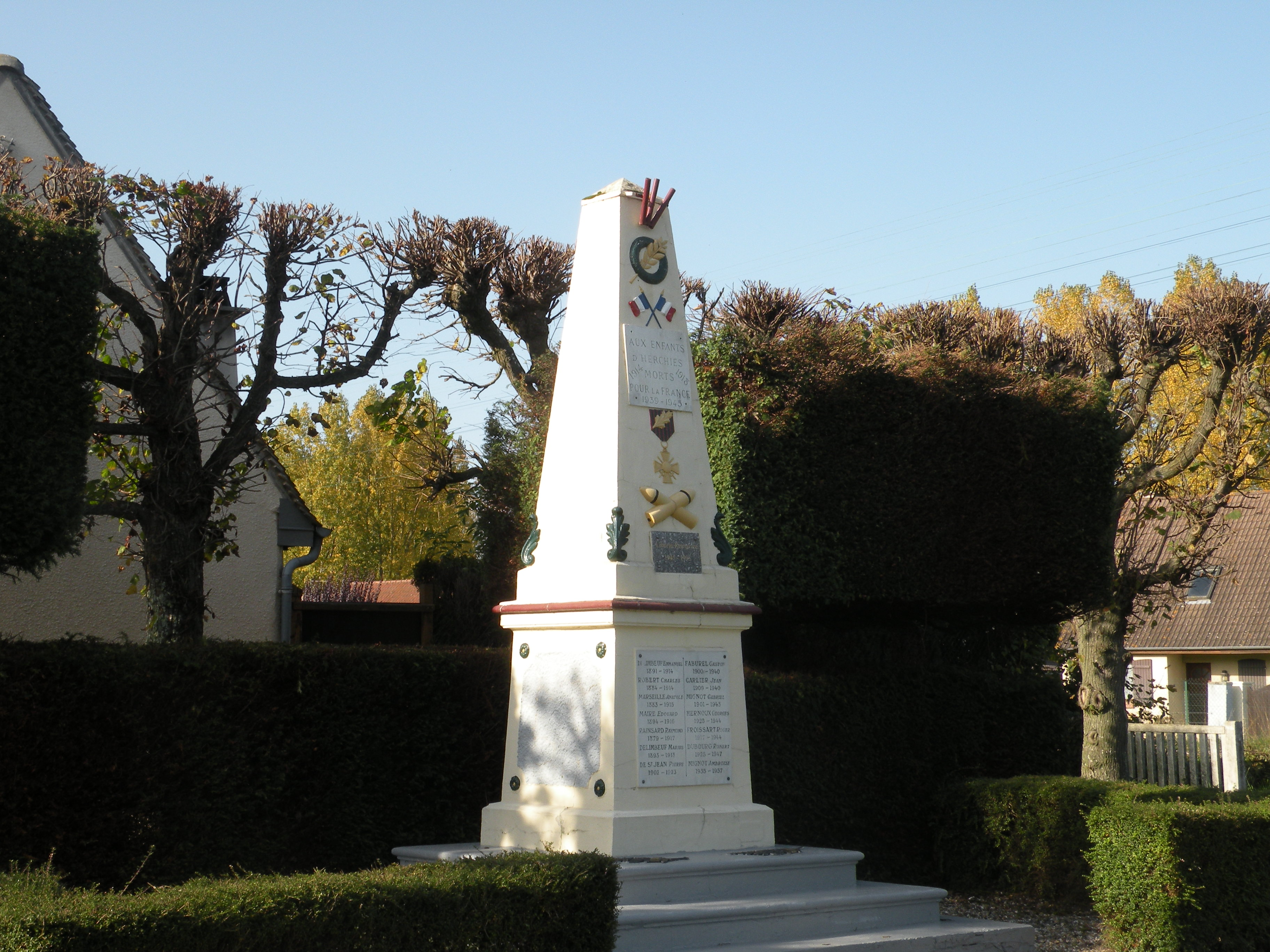
Monument aux morts.